# Acanthagrion dichrostigma
Acanthagrion dichrostigma là một loài chuồn chuồn kim trong họ Coenagrionidae. Chúng được De Marmels miêu tả khoa học năm 1985.